# Monank Patel
Monank Patel (Hindi मोनंक पटेल; * 1. Mai 1993 in Anand, Indien) ist ein indischer Cricketspieler, der seit 2019 für die Nationalmannschaft der Vereinigten Staaten spielt und seit 2021 ihr Kapitän ist.

## Kindheit und Ausbildung
Patel durchlief die Altersklassenmannschaften von Gujarat. Aus familiären Gründen zog er dann nach New Jersey.

## Aktive Karriere
Im Juni 2018 nahm er an den Trials von USA Cricket teil und konnte dort herausragen. Daraufhin wurde er kurz darauf in den Kader der Nationalmannschaft berufen. Sein T20-Debüt absolvierte er im März 2019 in den Vereinigten Arabischen Emiraten. Kurz darauf folgte bei der ICC World Cricket League Division Two 2019 auch sein ODI-Debüt gegen Papua-Neuguinea. Im Juli erhielt er einen Vertrag mit dem amerikanischen Verband. Sein erstes Fifty (66 Runs) konnte er im September 2019 ebenfalls gegen Papua-Neuguinea bei einem heimischen Drei-Nationen-Turnier erreichen. Ein weiteres gelang ihm gegen Schottland (82 Runs) im Dezember in den Vereinigten Arabischen Emiraten, wofür er als Spieler des Spiels ausgezeichnet wurde. Im Oktober 2021 erzielte er bei einem Drei-Nationen-Turnier im Oman zunächst ein Century über 100 Runs aus 114 Bällen gegen Nepal, was jedoch nicht zum Sieg reichte. Kurz darauf erreichte er ein weiteres Fifty über 56 Runs gegen den gastgeber Oman. Nach dem Turnier wurde er als Kapitän des Twenty20-Teams benannt, und löste damit Saurabh Netravalkar ab.
In der Saison 2022 er in zwei heimischen Drei-Nationen-Turnieren erst ein Century über 130 Runs aus 101 Bällen gegen Oman und dann ein Fifty (85 Runs) gegen Nepal. Dem folgten in Schottland zwei weitere Fifties gegen die Vereinigten Arabischen Emirate (85 Runs) und Schottland (50 Runs). Im November folgten dann wiederum zwei weitere Half-Centuries (50 und 66 Runs) gegen Papua-Neuguinea bei einem Drei-Nationen-Turnier in Namibia. Beim ICC Cricket World Cup Qualifier Play-off 2023 im März folgte ein Fifty (50 Runs) gegen die Vereinigten Arabischen Emirate, womit er half das Team in der Weltmeisterschafts-Qualifikation zu halten. Beim ICC Cricket World Cup Qualifier 2023 erreichte er zwar ein weiteres Mal ein Fifty (61 Runs) gegen die Vereinigten Arabischen Emirate, doch belegte das Team unter seiner Leitung des letzten Platz. Im März 2024 gelangen ihm zwei Fifties (50 und 68 Runs) in der Twenty20-Serie gegen Kanada. Daraufhin führte er das Team zum ICC Men’s T20 World Cup 2024.